# Làmina (micologia)

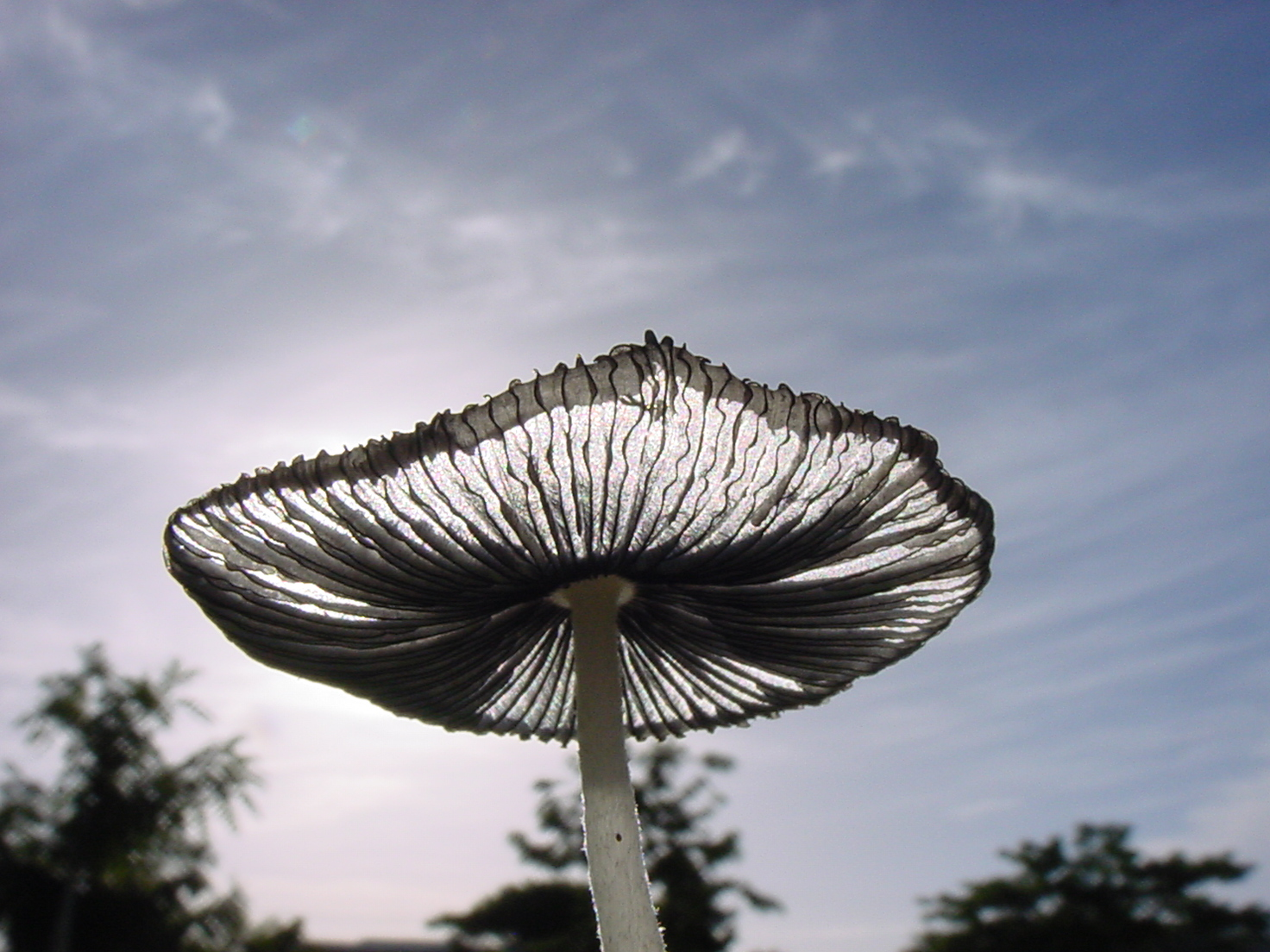
un bolet mostrant les làmines

La làmina, en llatí i algunes altres llengües lamella, és una costella papiràcia de l'himenòfor sota el capell d'un bolet, sovint però no sempre de l'ordre agaricals.
Altres grups de fongs amb làmines són:
- El gènere Russula i Lactarius de l'ordre Russulales.
- Diversos gèneres dels Boletales, incloent-hi Gomphidius i Chroogomphus com també Tapinella atrotomentosa (tradicionalment anomenada Paxillus atrotomentosus) i altres espècies d'aquest gènere com Hygrophoropsis aurantiaca.
- Alguns similars als poliporals com Daedalea quercina, Daedaleopsis confragosa, Lenzites betulina i Gloeophyllum sepiarium.

## Classificació
Morfològicament, les làmines es classifiquen segons com s'enganxen a la tija:

Lliure
Annexa
Adnata
Escotada
Secedent
Sinuada
Subdecurrent
Decurrent